# Campeonato Nacional de Voleibol femenino
Campeonato Nacional de Voleibol femenino är den högsta serien i volleyboll för damer i Kuba och är därför också den som utser de kubanska mästarna i volleyboll. Serien organiseras av Federación Cubana de Voleibol. 

## Resultat per år
| Säsong                    | Podium                       | Podium                       | Podium                       |
| Mästare                   | Tvåa                         | Trea                         |                              |
| ------------------------- | ---------------------------- | ---------------------------- | ---------------------------- |
| 2004-2005 mer information | Ciudad Habana                | Camagüey                     | Santiago de Cuba             |
| 2005-2006 mer information | Ciudad Habana                | Cienfugos                    | Villa Clara                  |
| 2006-2007 mer information | Ciudad Habana                |                              |                              |
| 2007-2008 mer information | Ciudad Habana                | Camagüey                     | Villa Clara                  |
| 2008-2009 mer information | Ciudad Habana                |                              |                              |
| 2009-2010 mer information | Ciudad Habana                | Santiago de Cuba             | Centrales                    |
| 2010-2011 mer information | Ciudad Habana                | Santiago de Cuba             | Centrales                    |
| 2016-2017 mer information | Villa Clara                  |                              |                              |
| 2017-2018 mer information | Villa Clara                  | Ciudad Habana                | Camagüey                     |
| 2018-2019 mer information | Ciudad Habana                | Villa Clara                  | Camagüey                     |
| 2021-2022 mer information | Ciudad Habana                | Camagüey                     | Cienfugos                    |
| 2022-2023                 | Ej spelad av ekonomiska skäl | Ej spelad av ekonomiska skäl | Ej spelad av ekonomiska skäl |